# Трусов, Александр Иванович
Александр Иванович Трусов (27 марта 1953, Калинин) — советский футболист, полузащитник и нападающий. Мастер спорта СССР. Один из лидеров тверской «Волги» по числу матчей и голов за всю историю.

## Биография
Воспитанник футбольной школы калининской «Волги». В составе юношеской сборной РСФСР становился серебряным призёром Спартакиады школьников. Выступал за юношескую сборную СССР под руководством Евгения Лядина, стал полуфиналистом юниорского турнира УЕФА 1971 года. На взрослом уровне сыграл первый матч за «Волгу» в 1970 году.
Проведя четыре сезона в «Волге» и окончив вуз, в конце 1973 года перешёл в московский «Локомотив». В составе железнодорожников стал победителем первой лиги сезона 1974 года. В высшей лиге сыграл первый матч 12 апреля 1975 года против тбилисского «Динамо», а первый гол забил 21 сентября 1975 года в ворота киевского «Динамо». Весной 1976 года перешёл в ЦСКА, но в основном составе не закрепился и сыграл только три матча. В осенней части сезона 1976 года числился в составе московского «Динамо», а в начале 1977 года снова в «Локомотиве», но на поле не выходил.
Всего в высшей лиге сыграл 32 матча и забил два гола.
В 1977 году вернулся в «Волгу», за которую выступал до конца карьеры. В общей сложности за 13 сезонов (1970—1973, 1977—1985) сыграл в составе клуба 384 матча и забил 98 голов (по другим данным, 104 гола). В течение 27 лет удерживал рекорд по числу сыгранных матчей за клуб, пока его не побил Сергей Хомутов. По числу забитых голов является рекордсменом команды.
После окончания карьеры живёт в Москве. Играл в соревнованиях коллективов физкультуры, затем много лет выступал в соревнованиях для ветеранов «Негаснущие звёзды». Работал тренером школы «Волги» (Калинин), спортивным директором мини-футбольного клуба «Норильский никель», тренером команды ДСК-1 (Москва).